# Aeroplani ed angeli
Aeroplani ed angeli è un compact disc prodotto da Alessandro Orlando Graziano (Cantautore che scrive quasi tutti i brani) inciso da Carla Boni, nel 2007 (Edel, 380372580933).

## Tracce
1. Vorrei che fosse buio (Intro)
2. Aeroplani ed angeli
3. Troppo giovane
4. I tre porcellini
5. Stupida canzone
6. Il mio nome
7. Pistacchio e smog
8. Portami in India
9. Sui grattacieli del piacere